# Liraglutide
La liraglutide (NN2211) è un farmaco ipoglicemizzante, analogo sintetico del GLP-1 (Glucagon-like peptide-1) e agisce come agonista a lunga azione del suo recettore. Viene venduto sotto il marchio di Victoza in Europa, Canada, Stati Uniti e Giappone. L'utilizzo di questo farmaco è stato approvato nel 2009 dall'EMA (Agenzia europea per i medicinali) e nel 2010 dalla FDA per la terapia del diabete di tipo 2 non adeguatamente controllato da metformina, sulfaniluree o tiazolidindioni (da soli o associati). La liraglutide rappresenta il secondo agonista del GLP-1, l'altro omologo del GLP-1 è la versione sintetica dell'esendina-4 cioè exenatide (Byetta). La liraglutide ha una rilevante capacità di far perdere peso ed è stata recentemente registrata (2015) in Europa una preparazione (Saxenda) a somministrazione unica e giornaliera per il trattamento cronico dell'obesità.

## Meccanismo d'azione
Il GLP-1 (Glucagon-like peptide 1) è un peptide prodotto dalle cellule L che promuove la secrezione d'insulina da parte delle cellule β del pancreas. Tuttavia è velocemente degradato per opera delle DPP-4. Il peptide in sé non può essere somministrato come tale, per cui son stati studiati dei derivati analoghi, resistenti all'azione degradativa di questi enzimi.
Liraglutide è un agonista del recettore GLP-1 ed è al 97% identica strutturalmente al peptide endogeno: la Lys34 è stata sostituita con una Arg, ed è stato inserito uno spaziatore costituito da acido α-glutammico, accoppiato a un residuo di acido grasso. Ciò permette il legame del farmaco all'albumina, quindi una maggior permanenza in circolo, con conseguente aumento dell'emivita plasmatica del farmaco.
Il legame al recettore GLP-1 comporta l'attivazione della proteina Gs a lui accoppiata, con conseguente attivazione dell'adenilato ciclasi e quindi un aumento del cAMP. L'effetto finale sarà una stimolazione della secrezione e produzione di insulina da parte delle cellule β.
Liraglutide inoltre regola la secrezione di glucagone: 
- in condizioni di iperglicemia, la stimolazione di insulina è promossa, mentre quella del glucagone viene inibita;
- in condizioni di ipoglicemia riduce la secrezione di insulina e non ostacola quella del glucagone.[4]

I recettori GLP-1 si trovano non solo a livello del pancreas, ma anche nelle cellule del SNC, SNP, nel cuore, nei vasi, nel rene, polmone e mucosa del tratto gastro-intestinale.

## Usi clinici
Liraglutide è un farmaco usato per il trattamento del diabete di tipo 2 o dell'obesità.

### Diabete di tipo 2
Liraglutide migliora il controllo della glicemia. In base a una meta-analisi del 2017 sembrerebbe che non influenzi il rischio di morte nei pazienti affetti da diabete di tipo 2.
Può essere utilizzato in coloro in cui la metformina e altri farmaci antidiabetici come una sulfonilurea non sono sufficienti.

### Obesità
Il GLP-1 è un regolatore fisiologico dell'appetito e del consumo di cibo, ma l'esatto meccanismo d'azione non è completamente chiaro. Negli studi sugli animali la somministrazione periferica di liraglutide ha indotto l'assorbimento della stessa in regioni cerebrali specifiche deputate alla regolazione dell'appetito.
In queste aree la liraglutide, mediante l'attivazione specifica del GLP-1R, regola l'appetito aumentando le sensazioni di pienezza e di sazietà e diminuendo contemporaneamente le sensazioni di fame e di desiderio di consumo di cibo; induce pertanto una riduzione dell'apporto di cibo e conseguentemente una riduzione del peso corporeo. La dose iniziale per il trattamento dell'obesità è 0,6 mg fino al dosaggio consigliato di 3 mg a somministrazione unica giornaliera.
La gestione del peso corporeo tramite la somministrazione di liraglutide, in aggiunta a una dieta povera di calorie e a un aumento dell'attività fisica , viene eseguita in pazienti adulti con un indice di massa corporea (IMC o BMI) iniziale:
- ≥30 kg/m² (obesità)[2]

- da ≥27 kg/m² a <30 kg/m² (sovrappeso) in presenza di una comorbilità correlata al peso come ipertensione, dislipidemia, diabete o apnea ostruttiva durante il sonno.[2]

Liraglutide è uno dei nuovi farmaci anti-obesità, insieme a dulaglutide e semaglutide, approvati dall'FDA e dall'EMA. La somministrazione di questo farmaco si associa anche a riduzione dei livelli sierici di trigliceridi e di colesterolo totale e aumento del colesterolo HDL. Liraglutide riduce il peso corporeo nell'uomo prevalentemente attraverso la perdita di massa grassa con diminuzioni relative del grasso viscerale maggiori della perdita di grasso sottocutaneo. Se entro 16 settimane dall'inizio del trattamento non è stata conseguita una perdita di peso pari o superiore al 4%, il trattamento di 3 mg/die con liraglutide dovrebbe essere sospeso.

## Farmacocinetica

### Assorbimento
L'assorbimento di liraglutide dopo l'iniezione sottocutanea è lento e i livelli massimi di concentrazione si raggiungono dopo 8-12 ore dalla somministrazione. Si è visto che l'esposizione del farmaco aumenta proporzionalmente alla dose, ad esempio: in seguito alla somministrazione di una singola dose di liraglutide 0,6 mg la concentrazione massima è di 9,4 nmol/L, mentre dopo l'iniezione di una singola dose di liraglutide 1,8 mg la concentrazione media è approssimativamente di 34 nmol/L. La biodisponibilità assoluta di liraglutide dopo somministrazione per via sottocutanea è di circa il 55%.

### Distribuzione
Per essere distribuito a livello dei vari tessuti, questo farmaco si lega per più del 98% alle proteine plasmatiche, e il suo volume di distribuzione apparente è di 11-25 L dopo somministrazione sottocutanea.

### Biotrasformazione
Studi condotti su soggetti sani nelle 24 ore successive alla somministrazione, hanno dimostrato che il componente principale nel plasma era costituito da liraglutide intatto, nonostante siano stati individuati due metaboliti plasmatici minori. La liraglutide viene metabolizzata similmente alle proteine di grandi dimensioni, pertanto non è stato identificato un organo principalmente responsabile della sua eliminazione.

### Eliminazione
L'escrezione renale ed epatica di liraglutide è minima e l'eliminazione avviene soprattutto attraverso i passaggi metabolici delle proteine plasmatiche di grandi dimensioni. L'emivita di eliminazione è di 12-14 ore, questo ne permette un'unica somministrazione giornaliera. Non è stata rilevata liraglutide intatta nelle urine o nelle feci, solo una piccola parte è stata escreta come metaboliti correlati a liraglutide nelle urine o nelle feci. La clearance media dopo la somministrazione sottocutanea di una singola dose è di circa 0,9-1,4 L/ora.

## Vie di somministrazione e posologia
La liraglutide viene commercializzata sotto forma di iniettore a penna che rilascia da 0,6 a 1,2 o 1,8 mg di farmaco ed è progettata per essere usata con aghi monouso NovoFine e NovoTwist, non inclusi nella confezione. La sua somministrazione avviene esclusivamente per via sottocutanea (mai per via endovenosa o intramuscolo), a livello dell'addome, della coscia o della parte superiore del braccio. Generalmente, una volta scelto l'orario che si preferisce della giornata, indipendentemente dai pasti, è conveniente iniettare il farmaco all'incirca alla stessa ora ogni giorno.
Il trattamento con liraglutide inizia a basse dosi, poi il dosaggio viene aumentato in base alla risposta clinica. Infatti, anche per migliorare la tollerabilità gastrointestinale, la dose iniziale è di 0,6 mg al giorno, dopo una settimana viene aumentata a 1,2 mg al giorno. Se necessario, per migliorare ulteriormente il controllo glicemico, si passa a una dose di 1,8 mg al giorno nel caso specifico di Victoza, perché dosi maggiori non sono raccomandate, mentre nel caso di Saxenda è possibile giungere a una dose di mantenimento pari a 3 mg al giorno.
In caso di solo trattamento con liraglutide non risulta necessario l'automonitoraggio della glicemia per aggiustarne la dose, risulta invece necessario se liraglutide viene aggiunta a una terapia con sulfanilurea o insulina, per correggere le dosi di questi ultimi. Non è richiesto correggere la dose a seconda dell'età (anche se sicurezza ed efficacia non sono state stabilite in bambini e adolescenti al di sotto della maggiore età) o in caso di pazienti con lieve o moderata compromissione della funzionalità renale (anche elevata) ed epatica.

## Effetti collaterali
Le reazioni più comuni in seguito a trattamento con liraglutide riguardano patologie gastrointestinali quali nausea (28%), diarrea (12%), vomito (10%), ma anche stipsi e dolori addominali. Questo genere di effetti collaterali si sviluppano con maggior frequenza in pazienti con età superiore a 70 anni. La maggior parte di questi tuttavia si attenuano dopo pochi giorni dall'inizio della terapia, motivo per cui questa è molto ben tollerata dai pazienti. Molti degli effetti collaterali si riscontrano quando il farmaco viene associato a sulfaniluree per potenziare l'azione di queste ultime.
Le reazioni avverse più comuni sono:
- nausea

- vomito

- diarrea[4]

- ritardo dello svuotamento gastrico, da tener presente qualora si associ liraglutide a farmaci aventi il medesimo effetto. Per questo va anche a modificare le proprietà farmacocinetiche di farmaci richiedenti un rapido assorbimento gastrointestinale, come contraccettivi e antibiotici.[3]

Meno comuni sono invece:
- ipoglicemia, di cui si ha un bassissimo rischio quando utilizzata in monoterapia. Può tuttavia verificarsi con frequenza non comune quando associata a una sulfanilurea.
- colecistite, si sviluppa in rari casi (0,1%)
- pancreatite, pochi casi (0,4%)
- cefalea, spesso quando associata a una sulfanilurea
- reazioni al sito di iniezione, in circa il 2% dei pazienti, ma di lieve entità
- reazioni allergiche, quali orticaria, eruzione cutanea, prurito. In rari casi son stati evidenziati ipotensione, shock anafilattico, palpitazione, dispnea o edema.[4]

### Avvertenze speciali e precauzioni di impiego
Liraglutide non deve essere usato nei pazienti affetti da diabete mellito tipo 1 o per il trattamento della chetoacidosi diabetica. Liraglutide non è un sostituto dell'insulina.

#### Patologia tiroidea
Negli studi clinici sono stati riportati eventi avversi tiroidei, compresi aumento della calcitonina plasmatica, gozzo e neoplasia tiroidea, in particolare nei pazienti con patologie tiroidee preesistenti. Pertanto liraglutide deve essere usata con attenzione.
A esposizioni otto volte maggiori di quelle utilizzate nell'uomo, la liraglutide ha causato un aumento statisticamente significativo dei tumori della tiroide nei ratti. La rilevanza clinica di questi risultati non è nota. Negli studi clinici, il tasso di tumori tiroidei nei pazienti trattati con liraglutide è stato di 1,3 per 1 000 pazienti (4 persone) rispetto a 1,0 per 1 000 pazienti (1 persona) in gruppi di confronto. L'unica persona nel gruppo di confronto e quattro delle cinque persone nel gruppo della liraglutide presentavano marcatori sierici (elevata calcitonina) indicativi di una malattia preesistente all'inizio dello studio. 

#### Patologie cardiovascolari
L'esperienza clinica nei pazienti affetti da insufficienza cardiaca congestizia di classe I-II secondo la NYHA (New York Heart Association) è limitata e quindi liraglutide deve essere utilizzato con cautela. Non vi è esperienza clinica nei pazienti affetti da insufficienza cardiaca congestizia di classe III-IV secondo la NYHA e, pertanto, liraglutide non è raccomandato in questi pazienti.

#### Pancreatite
Nel 2013, un gruppo della John Hopkins ha riportato un'associazione statisticamente significativa tra ospedalizzazione per pancreatite acuta e precedente trattamento con derivati del GLP-1 (come exenatide) e inibitori del DPP-4 (come sitagliptin). In risposta, la FDA degli Stati Uniti e l'Agenzia europea per il farmaco hanno condotto una revisione di tutti i dati disponibili riguardanti la possibile connessione tra incretina sintetica e la pancreatite o cancro del pancreas. In una lettera congiunta del 2014 al New England Journal of Medicine, le agenzie hanno concluso che "Un'analisi aggregata dei dati di 14 611 pazienti con diabete di tipo 2 da 25 studi clinici nel database sitagliptin non ha fornito prove convincenti di un aumentato rischio di pancreatite o cancro pancreatico". Entrambe le agenzie concordano sul fatto che le affermazioni relative a un'associazione causale tra farmaci a base di incretina e pancreatite o cancro del pancreas, come espresso nella letteratura scientifica e nei media, non sono coerenti con i dati in loro possesso. La FDA e l'EMA non ha ancora raggiunto una posizione definitiva in merito a tale relazione causale. Sebbene la totalità dei dati che sono stati rivisti fornisca rassicurazione, la pancreatite continuerà a essere considerata un rischio associato a questi farmaci fino a quando non saranno disponibili ulteriori dati; entrambe le agenzie continuano a indagare sul profilo di sicurezza di questa tipologia di farmaci.

## Interazioni con altri farmaci
Si tratta per lo più di interazioni farmacodinamiche: tutti i farmaci capaci di indurre iperglicemia possono antagonizzare l'azione degli ipoglicemizzanti orali.
Poiché l'attivazione del recettore del GLP-1 ritarda lo svuotamento gastrico, gli agonisti di GLP-1 possono alterare la farmacocinetica di farmaci che richiedono un rapido assorbimento GI, come i contraccettivi orali e gli antibiotici.  Tuttavia, dal momento che gli studi di interazione non hanno mostrato alcun ritardo clinicamente rilevante nell'assorbimento di prodotti medicinali orali assunti in concomitanza, non è richiesto nessun aggiustamento della dose. Fanno eccezione pochi pazienti trattati con liraglutide che hanno riferito almeno un episodio di diarrea, che può influire sull'assorbimento.
A seguito di studi in vitro liraglutide ha mostrato un potenziale molto basso di coinvolgimento in interazioni farmacocinetiche con altre sostanze attive correlate al citocromo. Fra le interazioni farmacocinetiche: la possibilità di induzione (barbiturici, fenitoina, carbamazepina, rifamicina) e di inibizione enzimatica (antimicotici azolici, cimetidina, cloramfenicolo, ecc.) nei confronti dei composti soggetti a biotrasformazione epatica; lo spiazzamento delle proteine plasmatiche per opera di anticoagulanti orali e antiinfiammatori; la possibilità che l'acarbose riduca la biodisponibilità orale della digossina.
Nonostante non siano stati effettuati studi di interazione, non è possibile escludere un'interazione clinicamente rilevante con sostanze attive a bassa solubilità o limitato indice terapeutico, quali il warfarin. All'inizio della terapia con liraglutide in pazienti trattati con tale farmaco o altri derivati cumarinici si raccomanda un monitoraggio più frequente del Rapporto Internazionale Normalizzato. Nel caso di paracetamolo, liraglutide non ne modifica l'esposizione totale dopo una singola dose di 1 000 mg, perciò non è richiesta una correzione della dose per l'uso concomitante di paracetamolo.  Lo stesso vale per atorvastatina (40 mg), griseofulvina (500 mg), lisinopril.
Nessuna interazione farmacocinetica o farmacodinamica è stata osservata tra liraglutide e insulina detemir quando è stata somministrata una singola dose da 0,5 U/kg di insulina detemir e 1,8 mg di liraglutide allo steady-state in pazienti con diabete tipo 2.
Il trattamento con liraglutide deve essere interrotto in gravidanza e durante l'allattamento al seno.